# Ichneumon altaicola
Ichneumon altaicola är en stekelart som beskrevs av Heinrich 1978. Ichneumon altaicola ingår i släktet Ichneumon och familjen brokparasitsteklar. Inga underarter finns listade i Catalogue of Life.